# Villejuif - Louis Aragon metróállomás
A Villejuif - Louis Aragon egy metróállomás Franciaországban, Párizsban a párizsi metró 7-es metróvonalának déli ágán. Tulajdonosa és üzemeltetője a RATP.

## Metróvonalak
Az állomást az alábbi metróvonalak érintik:
- 7-es metróvonal
- 15-ös-metróvonal (építés alatt)

## Kapcsolódó állomások
A metróállomáshoz az alábbi állomások vannak a legközelebb:
- Villejuif – Paul Vaillant-Couturier (La Courneuve – 8 Mai 1945, 7-es metróvonal)
- Villejuif - Gustave Roussy (Pont de Sèvres, 15-ös-metróvonal, építés alatt)
- Vitry Centre (Noisy - Champs, 15-ös-metróvonal, építés alatt)